# Провинција Ивами
Ивами (јап. 石見国) је једна од 66 историјских провинција Јапана, која је постојала од почетка 8. века (закон Таихо из 703. године) до Мејџи реформи у другој половини 19. века. Ивами се налазио на западном делу острва Хоншу, на обали Јапанског мора.
Царским декретом од 29. августа 1871. све постојеће провинције замењене су префектурама. Територија Изумоа одговара западном делу данашње префектуре Шимане.

## Географија
Ивами је на северу излазио на Јапанско море. На југу се граничио са провинцијама Суо, Аки и Бинго, на западу са провинцијом Нагато, а на истоку са провинцијом Изумо.